# Mbaye Maniang Diagne
Mbaye Maniang Diagne né le 6 juillet 1972 à ⁣⁣Dakar⁣⁣, ⁣ est un Scénariste, Réalisateur, Producteur, Monteur sénégalais.

## Biographie

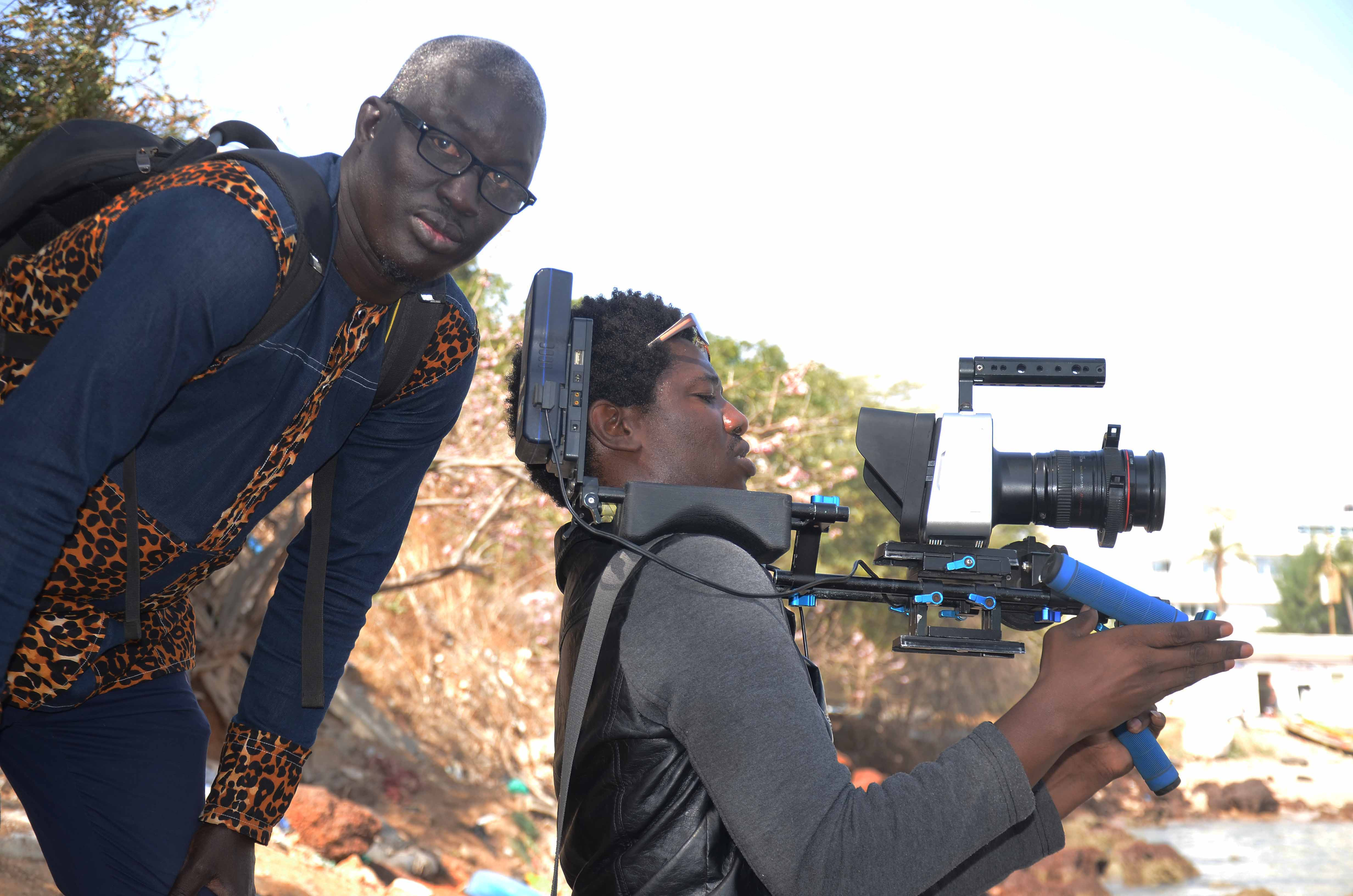
Mbaye Maniang Diagne

Né au Sénégal, Mbaye Maniang DIAGNE est diplômé du Média Centre Institut de Dakar et de l’École Supérieure de la Presse, de l’Information et des Techniques de Santé de Thiès.  
Il réalise notamment des films de sensibilisation. 
Mbaye Maniang Diagne est chargé de la communication à la Division SIDA/IST Ministère de la Santé et l’Action sociale.

## Filmographie
- 2010 : Amina, la jeune lycéenne (1er prix Festival de Films Sénégalais 2010),  drame, court métrage, 33 min
- 2011 : Rêve brisé, drame, court métrage, 28 min
- 2011 : Nuit Blanche, drame, court métrage, 28 min
- 2016 : Indulgence, drame
- 2017 : La profanation, drame

## Récompenses
- 2010 : 1er prix du Festival de films Sénégalais sur les Violences Basées sur le Genre avec Amina la jeune lycéenne[2]
- 2012 : Chef Monteur du film « Les 10 000 » Ciné-Banlieue (1er prix Festival Image et Vie 2013)[2]
- 2014 : 3ᵉ prix du Festival de films Sénégalais sur les Violences Basées sur le Genre[2]
- 2015 : 1er prix « Le Rêve Brisé » Festival de film Education Santé projet ASKA/ASBEF[2]